# Decatropis paucijuga
Decatropis paucijuga är en vinruteväxtart som först beskrevs av Donn. Smith, och fick sitt nu gällande namn av Ludwig Eduard Loesener. Decatropis paucijuga ingår i släktet Decatropis och familjen vinruteväxter. Inga underarter finns listade i Catalogue of Life.